# Henry Gréville
Alice Marie Céleste Durand (París, 12 de octubre de 1842-Boulogne-Billancourt, 26 de mayo de 1902), conocida como Henry Gréville, fue una escritora francesa.

## Biografía
A los quince años de edad se mudó a Rusia con su padre, Jean Fleury, profesor en la Sorbona de París que había sido contratado como lector de literatura francesa en la Universidad Imperial de San Petersburgo. Estudió ciencias, idiomas extranjeros y latín, además de tomar lecciones de solfeo y armonía. Durante sus años en Rusia se interesó por la cultura y las costumbres del país por lo que estudió las diferentes clases sociales que caracterizaban dicha sociedad. 
En 1857, se casó con Émile Durand, profesor de derecho francés y amante del arte. 
Escribió cuentos y ensayos sobre la sociedad rusa que publicó en algunos de los periódicos franceses más conocidos como el Journal de Saint-Petersburg, Le Figaro, la Revue des Deux Mondes, Nouvelle Revue, Journal des débats o Le Temps. Tras su vuelta a Francia, en 1872, tomó el seudónimo de «Henry Gréville», como homenaje al pueblo de sus padres. El género por el que más se interesó fue el dramático, escribiendo obras de teatro y cuentos para diferentes compañías francesas.  
Fue una de las autoras con más éxito de su época a pesar de que pocos la conozcan realmente por su nombre. El motivo de su éxito fue que abarcó la mayoría de los géneros literarios llegando a publicar tanto obras de teatro como novela, poesía o cuentos. Su manual Instruction morale et civique pour les jeunes filles se publicó hasta  28 veces entre los años 1882 y 1891. 
Murió en 1902, a los cincuenta y nueve años de edad, por una congestión cerebral, durante su estancia en la Clínica des docteurs Sollier en Boulogne-Billancourt.

## Citas
Jules Barbey d'Aurevilly le dedicó unas palabras en uno de los capítulo de su obra Les Hommes au XIX siècle: “¡Todavía es una mujer, por lo que parece, este hombre! La máscara de los seudónimos continúa (…). ¡Es una gota de nieve feliz! Ella es pura... Tiene la pureza de la pluma, esa cosa aún más extraña que el talento”.
Guy de Maupassant dijo de ella que:"De todas las mujeres de letras de Francia, Dña. Henry Gréville es la que más libros publica. La leemos con un placer dulce y continuo; y, cuando uno de sus libros es conocido, uno siempre se ofrece voluntario para leer el resto”.
Periódico Nuestro tiempo (Madrid), número 7 de 1901: "Le Coeur de Louise, por Henry Gréville. ¡Cuántas novelas de una psicología profunda y de una forma exquisita en su elegante sencillez ha publicado ya Henry Gréville! Este novelista querido del público acaba de publicar en la librería Plon-Nourrit una nueva obra, cuyo éxito ha de superar á los obtenidos por sus anteriores. Le Coeur de Louise se titula esta deliciosa y patética novela, que hará derramar muchas lágrimas. Es la historia de una vida femenina llena de dolores, en la cual las escenas trágicas están pintadas con maestría incomparable. A pesar de la favorable acogida que ha dispensado el público á Doria, Le Vau de Nadia, Cléopatre, etc., nos parece que Le Coeur de Louise quedará como la más completa y conmovedora de las novelas de Henry Gréville”.
Periódico Heraldo de Castellón: Año XXXVIII, número 11.590 de 1927: "Henry Greville, seudónimo de Madame Durand «née» Alice Fleury, se puede llamar, sin equivocarse el «André Chenier» de la prosa, porque las páginas de sus novelas están llenas de un lirismo encantador, escrito en estilo sutil y delicado».

## Obras
- 1891: La hija de Dossia (Madrid)
- 1921: Dossia (Barcelona)
- 1924: La princesa Ogherof (Barcelona)
- 1926: Amar sin esperanza (Barcelona)
- 1927: Un amor imposible Nikanor (Barcelona)
- 1928: Perdida (Barcelona)
- 1928: El voto de Nadia (Barcelona)
- 1929: El secreto de Dossia (Barcelona)
- 1930: El ama de llaves (Barcelona)
- 1930: El calvario de Raisa (Barcelona)
- 1945: El corazón de Luisa (Buenos Aires)
- 1945: Susana Normis (Buenos Aires)
- 1946: Niania (Buenos Aires)
- Ana María (Barcelona)
- Blanca y Magdalena (Barcelona)
- Desilusiones (Barcelona)
- La Mamselka novela de costumbres (Paris)
- Lucía Rodey (Barcelona)
- Lidia (Barcelona)